# Sagana (Kenya)
Pour les articles homonymes, voir Sagana.
Sagana est une petite ville industrielle du comté de Kirinyaga, dans le centre du Kenya. Elle se trouve le long de l'autoroute Nairobi-Nyeri, à 100 kilomètres au nord de Nairobi.